# Uberlândia

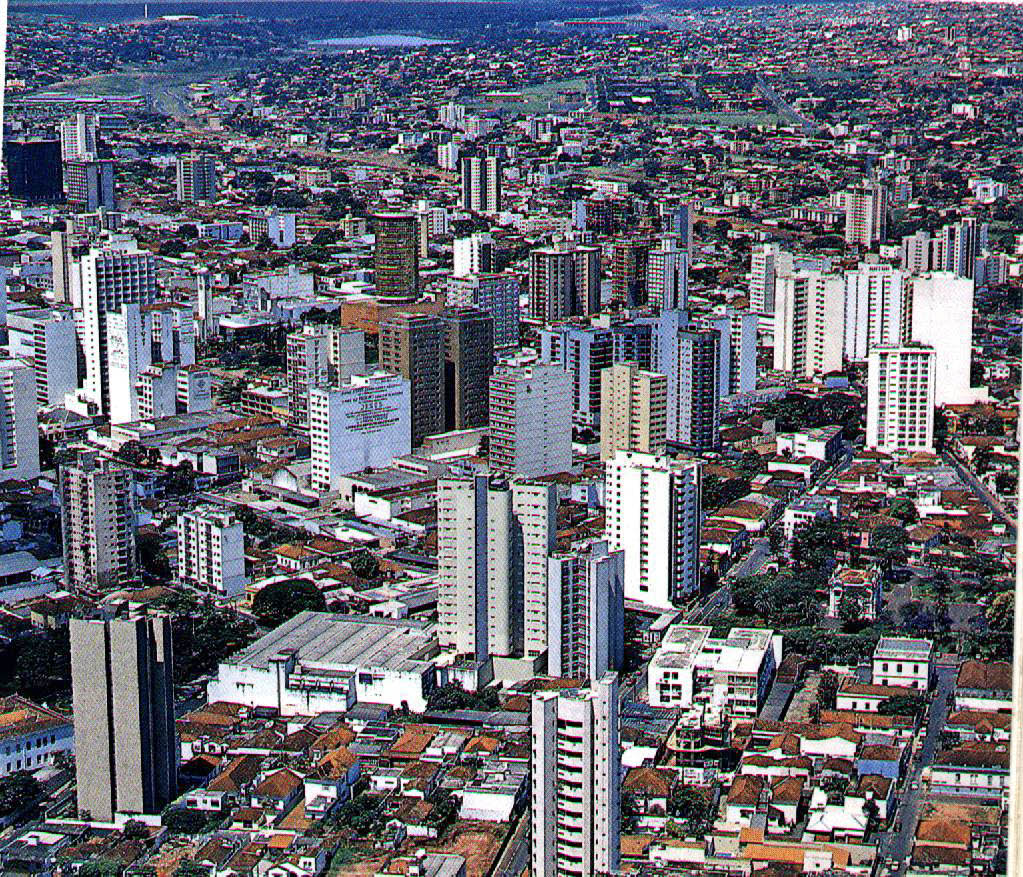
Uberlândia.

Uberlândia este un oraș în Minas Gerais (MG), Brazilia.